# Soundiiz
Soundiiz ist ein Playlist-Konverter/-Manager für mehrere Musikstreamingdienste.
Es bietet eine automatisierte Übertragung von Wiedergabelisten sowie eine Schnittstelle zur Verwaltung und Synchronisierung zwischen Dienstleister wie Deezer, Apple Music, SoundCloud, Amazon Music, YouTube, Qobuz, Spotify, Napster, Tidal, Discogs und weitere.
Im April 2015 ging Tidal eine Partnerschaft mit Soundiiz ein.
Ab Mai 2020 stellt Soundiiz eine SmartLink-Funktion bereit, um Playlists und Veröffentlichungen für Kunden freizugeben, unabhängig davon, welche Musikdienste sie verwenden.

## Sonstiges
Die Dienste von Soundiiz stehen auch als App zur Verfügung.